# Eclissi solare del 21 agosto 1914
L'eclissi solare del 21 agosto 1914 è un evento astronomico che ha avuto luogo il suddetto giorno attorno alle ore 12.34 UTC.
L'eclissi, di tipo totale, è stata visibile in alcune parti dell'Africa, dell'Europa (Norvegia, Russia e Svezia), dell'Asia (India, Iran, Iraq, Pakistan e Turchia), del Nord America (Canada) e della Groenlandia.
La durata della fase massima dell'eclissi è stata di 2 minuti e 14 secondi; Il punto di massima totalità è avvenuto in Bielorussia tra Kuraniec e Vyazin e l'ombra lunare sulla superficie terrestre raggiunse una larghezza di 170 km.
L'eclissi del 21 agosto 1914 divenne la seconda eclissi solare nel 1914 e la 32ª nel XX secolo. La precedente eclissi solare si è verificata il 25 febbraio 1914, la seguente il 14 febbraio 1915.

## Eclissi correlate

### Eclissi solari 1913 - 1917
Questa eclissi è un membro di una serie semestrale. Un'eclissi in una serie semestrale di eclissi solari si ripete approssimativamente ogni 177 giorni e 4 ore (un semestre) in nodi alternati dell'orbita della Luna.

### Ciclo di Saros 124
L'evento appartiene alla serie 124 del ciclo di Saros che per le eclissi solari si verifica nel nodo discendente della Luna, ripetendosi ogni 18 anni, 11 giorni, contenente 73 eventi.